# Мельников Олег Сергійович
Олег Сергійович Мельников — український радянський діяч, начальник Головного управління Pади міністрів УРСР по садівництву, виноградарству та виноробній промисловості.

## Життєпис
Член КПРС. Освіта вища.
23 серпня 1972 — 21 вересня 1977 року — начальник Головного управління Pади міністрів УРСР по садівництву, виноградарству та виноробній промисловості.
На 1989—1993 роки — директор Одеського заводу шампанських вин.
Одночасно в 1992 році — член Колегії з питань економічної політики Державної думи України. На 1993 рік — член Комісії президента України з питань науки.
Подальша доля невідома.